# Центральная усадьба (микрорайон Перми)

## География
Микрорайон Центральная Усадьба расположен в Мотовилихинском районе в левобережной части Перми между Лядовской улицей и речкой Большая Мотовилиха, при этом небольшая часть жилой застройки находится к югу от этой речки (улица Заречная).

## История
Известно, что к 1940 году в данной местности населенных пунктов еще не было. Но уже с 1940 года здесь существовало подсобное хозяйство облисполкома. В 1945 году на его базе было организовано подсобно-экспериментальное хозяйство при Молотовской областной комплексной опытной станции пригородного хозяйства. В 1958 году к нему было присоединено подсобное хозяйство завода им. Ленина. В 1961 году Пермское экспериментальное хозяйство было отделено на самостоятельный баланс. В 1968 году на его базе был создан совхоз «Мотовилихинский». В 1993 году совхоз был реорганизован в ТОО «Мотовилихинское», позднее в СПК «Мотовилихинский». Ныне микрорайон представляет собой большей частью зону частной застройки дорогостоящими коттеджами. Учитывая удобное расположение относительно транспортных магистралей города, перспективы дальнейшего развития имеются. На восточной окраине микрорайона расположена недействующая лыжная база «Пермские медведи», выкупленная Министерством имущества Пермского края у обанкротившегося Экопромбанка. Предполагалось, что после ремонта база будет основой современного биатлонного комплекса.

## Транспортное сообщение
Микрорайон связан с другими микрорайонами города автобусными маршрутами, проходящими по улице Лядовской: 26,34, 116,117, 118.

## Экономика
В микрорайоне находилась центральная усадьба совхоза «Мотовилихинский», ныне его правопреемник СПК «Мотовилихинский», находящийся в процессе различных судебных тяжб. Информации о его производственной деятельности нет, очевидно смыслом существования данного предприятия является торговля оставшимися земельными участками.

## Улицы
Основные улицы: Лядовская, Спортивная, Городецкая, Черемховская, Пановой и Словцовой.